# Montreuil-sur-Barse
Montreuil-sur-Barse ist eine französische Gemeinde mit 291 Einwohnern (Stand: 1. Januar 2022) im Département Aube in der Region Grand Est (vor 2016 Champagne-Ardenne); sie gehört zum Arrondissement Troyes und zum Kanton Vendeuvre-sur-Barse. 

## Geographie
Montreuil-sur-Barse liegt etwa 16 Kilometer ostsüdöstlich von Troyes. Umgeben wird Montreuil-sur-Barse von den Nachbargemeinden Lusigny-sur-Barse im Norden, Montiéramey im Norden und Nordosten, Briel-sur-Barse im Osten, Chauffour-lès-Bailly im Süden, Villemoyenne im Süden und Südwesten sowie Fresnoy-le-Château im Westen. 

## Bevölkerungsentwicklung
| Jahr                       | 1962 | 1968 | 1975 | 1982 | 1990 | 1999 | 2006 | 2011 | 2019 |
| Einwohner                  | 217  | 203  | 200  | 222  | 271  | 269  | 277  | 317  | 291  |
| Quellen: Cassini und INSEE |      |      |      |      |      |      |      |      |      |

## Sehenswürdigkeiten
- Kirche Saint-Gilles aus dem 12. Jahrhundert, seit 2002 Monument historique

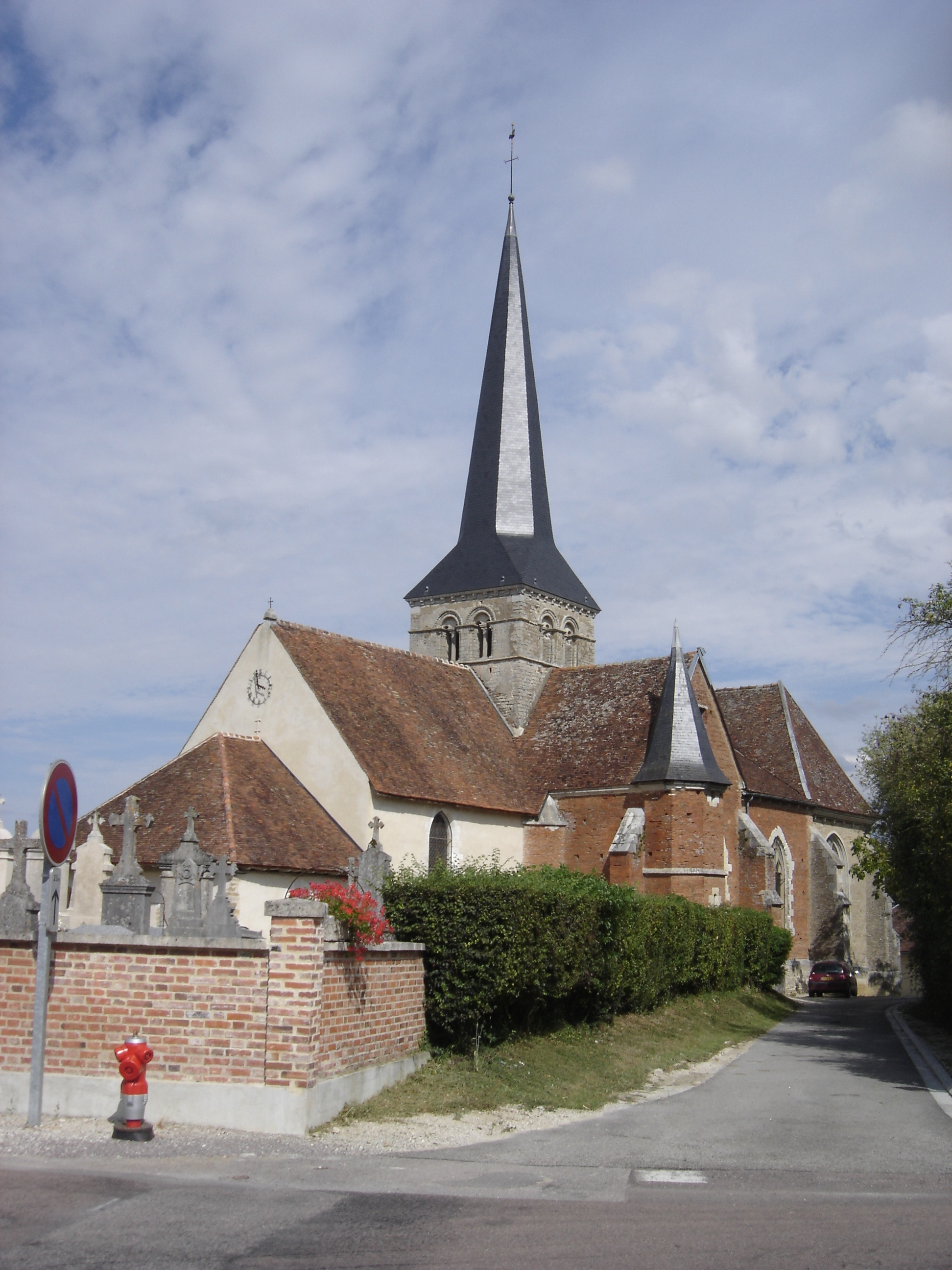
Kirche Saint-Gilles